# Kasteel van Coensborch

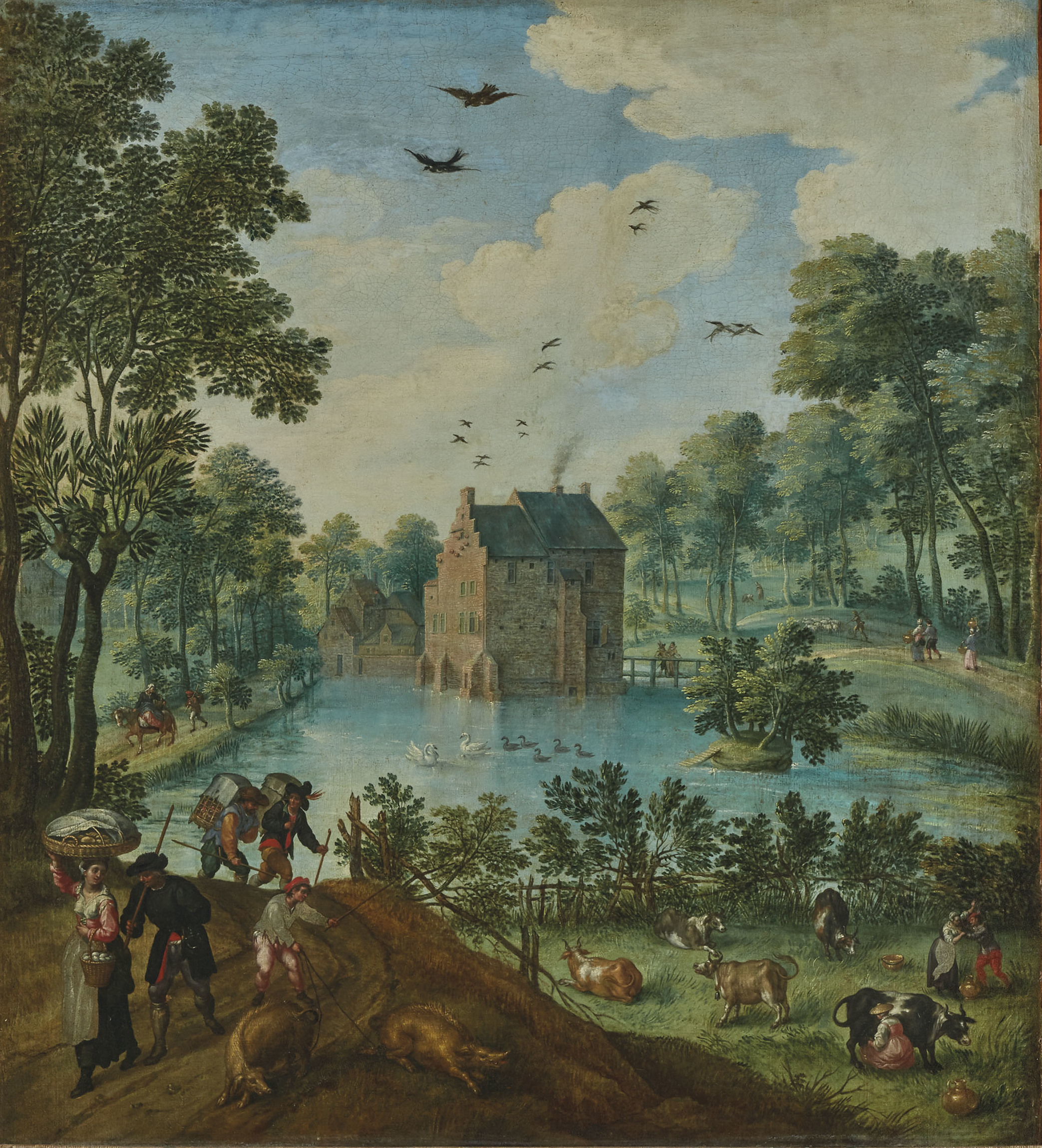
Schilderij van het kasteel (ca. 1620)

Het Kasteel van Coensborch, ook gespeld Coensborgh en Coensburg, bestond in Laken bij Brussel tot 1810.

## Geschiedenis
In de 9e of 10e eeuw was er een motte bij een overgang van de Molenbeek. Deze vesting werd de zetel van de heerlijkheid Coensborch, waarvan Laken er nog zes andere telde (de zogenaamde heptarchie). In de 15e eeuw behoorde het kasteel aan Jan van Coensborch. Via zijn echtgenote Catharina de Weert kwam het in handen van andere families. In 1675 viel het domein aan Cornelis van Reynegom, lid van de Raad van Financiën. Na het overlijden van zijn nazaat Norbert van Reynegom in 1805, liet diens erfgenaam het vervallen kasteel in 1810 afbreken om op het terrein een moderner landhuis te bouwen. De Van Reynegoms bleven er tot 1861 en verhuisden dan naar een ander familiedomein in Herenthout. Coensborch werd in 1867 definitief aangekocht door koning Leopold II van België, die het landhuis in 1875 liet slopen en het domein integreerde in Schoonenberg.

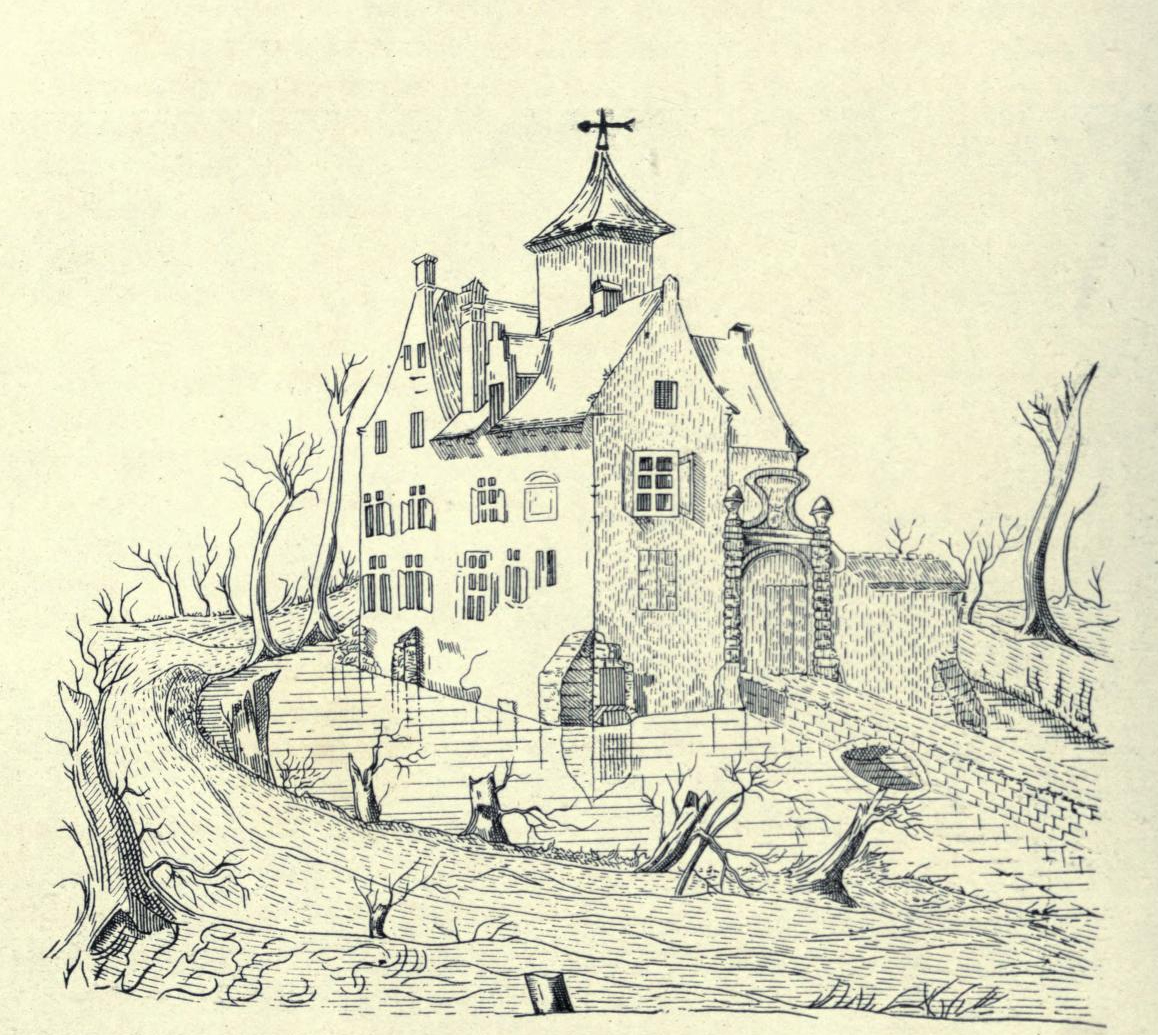
Het kasteel kort voor afbraak rond 1808

## Beschrijving
Het kasteel lag in een vijver op de linkeroever van de Molenbeek nabij de in 1626-1628 aangelegde Sint-Annadreef. Het had twee vleugels in L-vorm, met in het midden een vierkante toren. De toegang verliep via een brug en een 17e-eeuws poortgebouw.